# Consistoire Lyon
Das Consistoire Lyon, mit Sitz in der französischen Stadt Lyon, wurde 1857 neu geschaffen. Es unterstand wie alle anderen regionalen Konsistorien dem Consistoire central israélite, das von Napoleon durch ein kaiserliches Dekret vom 15. März 1808 eingerichtet wurde.

## Aufgaben
Die Konsistorien, die einen halbstaatlichen Status erhielten, sollten nach protestantischem Vorbild die inneren Angelegenheiten der jüdischen Glaubensgemeinschaft regeln. Das Konsistorium hatte den Kultus zu verwalten, die Juden zur Ausübung nützlicher Berufe anzuhalten und den Behörden die jüdischen Rekruten zu benennen.
In der dreigliedrigen hierarchischen Struktur stand oben das Consistoire central israélite (Zentrales Konsistorium) in Paris, dem die regionalen Konsistorien (Consistoires régionaux) unterstanden, und diesen waren die einzelnen jüdischen Gemeinden (communautés juives) untergeordnet. Die Konsistorien hatten die Aufgabe, die Religionsausübung innerhalb der staatlichen Gesetze zu überwachen und die Steuern festzulegen und einzuziehen, damit die Organe der jüdischen Konfession ihre Ausgaben bestreiten konnten.
Mit dem 1905 in Kraft getretenen Gesetz zur Trennung von Kirche und Staat endete die Zeit der Konsistorien. Die jüdischen Gemeinden mussten sich nun als Vereinigungen (associations) konstituieren und ohne staatliche Zuwendungen auskommen.

## Mitglieder
Jedes regionale Konsistorium besaß einen Großrabbiner und vier Laienmitglieder, die von den jüdischen Notabeln der angeschlossenen Gemeinden gewählt wurden.

## Gemeinden
Nach dem Calendrier à l'usage des israélites für 1875/76 war das Konsistorium Lyon für die jüdischen Gemeinden der Départements Doubs, Isère, Jura, Loire, Nièvre, Puy-de-Dôme und Saône-et-Loire zuständig:
- Jüdische Gemeinde Lyon (bis 1857 beim Consistoire Marseille)
- Jüdische Gemeinde Beaume
- Jüdische Gemeinde Besançon
- Jüdische Gemeinde Chalon-sur-Saône
- Jüdische Gemeinde Clermont-Ferrand
- Jüdische Gemeinde Dôle
- Jüdische Gemeinde Grenoble
- Jüdische Gemeinde Macon
- Jüdische Gemeinde Montbéliard
- Jüdische Gemeinde Nevers
- Jüdische Gemeinde Pontarlier
- Jüdische Gemeinde Saint-Étienne (bis 1857 beim Consistoire Marseille)